# Bežanijska
Ne doit pas être confondu avec Bežanijska kosa.
La rue Bežanijska (en serbe cyrillique : Бежанијска) est située à Belgrade, la capitale de la Serbie, dans la municipalité de Zemun et dans le quartier de Donji Grad.
Son nom est lié au quartier de Bežanija.

## Parcours
La rue Bežanijska naît à la hauteur de la rue Glavna, la rue principale de Zemun. Elle s'oriente en direction du sud-ouest, traverse les rues Svetosavska, Rabina Alkalaja et Majakovskog puis se termine au carrefour du Senski trg et des rues Vrtlarska et Ivićeva.

## Architecture

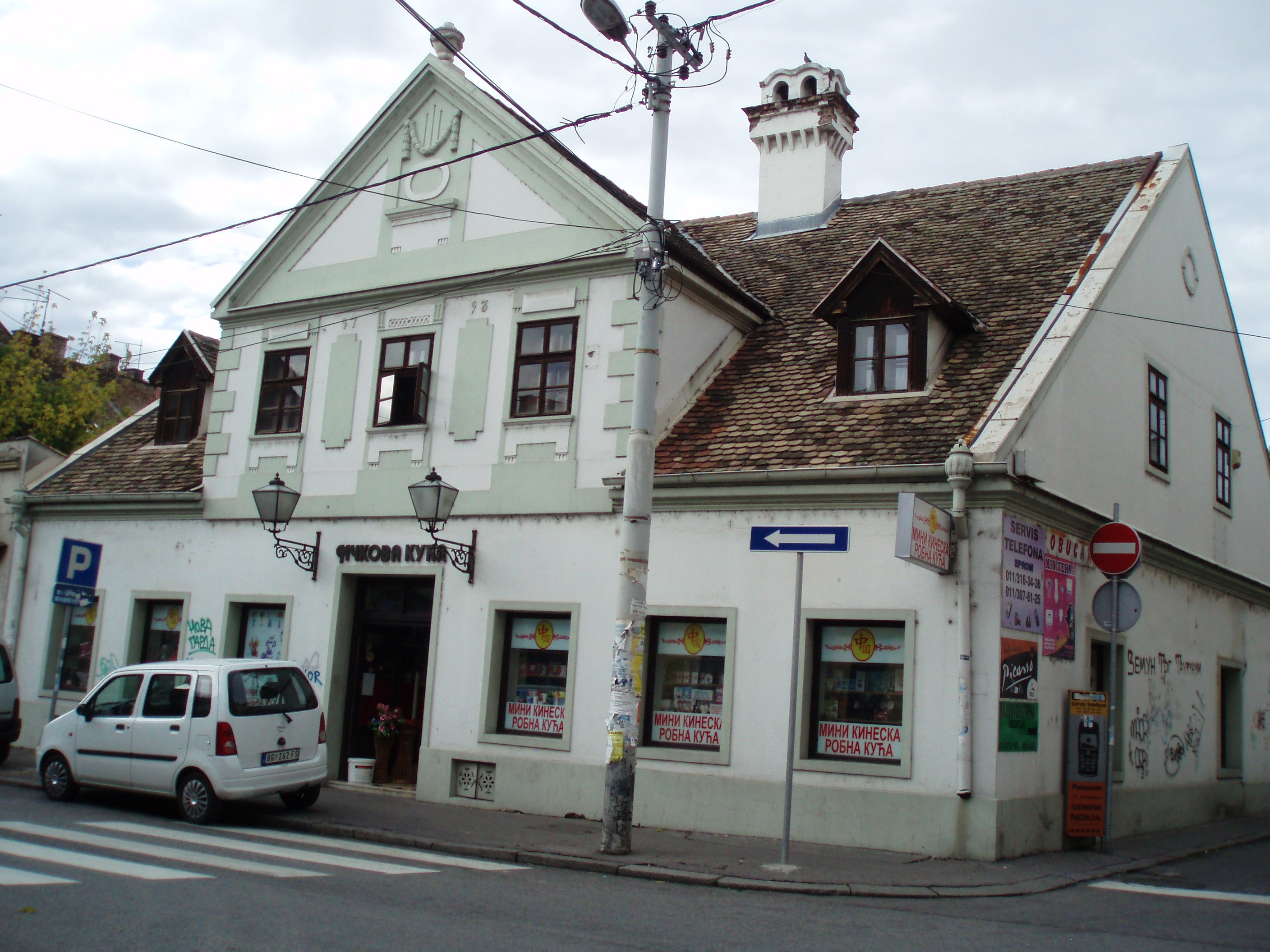
La maison d'Ičko

Au n° 18 de la rue, à l'angle de la rue Svetosavska, se trouve la maison d'Ičko, construite en 1793 dans un style classique ; la maison est inscrite sur la liste des monuments culturels de grande importance de la République de Serbie et sur la liste des biens culturels protégés de la Ville de Belgrade. La maison de l'Église orthodoxe serbe, située 22 rue Svetosavska et à l'angle de la rue Bežanijska, a été construite entre 1907 et 1909 dans un style néoromantique ; elle est elle aussi classée,.
La maison du pharmacien Štrajmo, située au n° 16, a été conçue et réalisée par l'architecte Franjo Jenč dans un style Art nouveau.